# Мациевский, Георгий Евгеньевич
Георгий Евгеньевич Мациевский (1880—1941) — русский военачальник, генерал-лейтенант, участник Китайского похода, русско-японской войны, Белого движения в Забайкалье.

## Биография
В 1900 году Георгий Мациевский окончил 3-й Московский кадетский корпус. И в том же 1900 году, будучи сыном наказного атамана Забайкальского казачьего войска, генерала Е. И. Мациевского, — Георгий вступил добровольцем (рядовым казаком) в 3-й Верхнеудинский полк ЗКВ, в рядах которого участвовал в Китайском походе в составе Хайларского отряда Н. А. Орлова. За храбрость при взятии Вангуня 17 июля 1900 года награждён Георгиевским крестом 4-й степени. В 1903 г. окончил кавалерийское училище. С 1903 по 1917 гг. служил офицером в 1-м Верхнеудинском полку. Участник русско-японской войны 1904—05 гг. В мае 1904 года совершил подвиг, широко освещённый в русской и зарубежной прессе: сотник Мациевский, во главе отряда из 12 казаков с подпоручиком Н. И. Гантимуровым, прорвался сквозь расположения японских войск из осаждённого Порт-Артура и доставил важное донесение командующему Маньчжурской армией, за что был награждён орденом Св. Анны 4-й степени. В 1904 году ранен в бою с японцами, спасён ст. урядником Е. Каргиным из «Волчьей сотни».
В 1-ю мировую войну командовал сотней, стрелковым дивизионом 1-го Верхнеудинского полка. Контужен в бою 22.2.1915, остался в строю. Награждён боевыми орденами, в том числе английским орденом «Отличной службы» (1916). За боевые отличия произведён в войсковые старшины (1916), полковник (1917). Как один из самых заслуженных офицеров командовал сводной сотней вновь сформированной 1-й Забайкальской казачьей дивизии при представлении соединения императору Николаю II (1916).
В Гражданскую войну ближайший сподвижник Г. М. Семёнова, один из первых офицеров-добровольцев Особого Маньчжурского отряда. Командир 1-го Забайкальского казачьего полка (20 сентября 1918), генерал-майор. Временно исполнял обязанности начальника штаба 5-го Приамурского корпуса (с 25 октября по 5 ноября 1918). 30 ноября 1918 года стал председателем суда чести Восточного казачьего корпуса. Начальник Забайкальской казачьей дивизии (8 декабря 1918) (впоследствии 1-й Забайкальской казачьей дивизии). Начальник войск военного района (1919). Командующий Забайкальским фронтом (26 декабря 1919). Командующий Сретенской группой войск (12 февраля 1920). В составе Дальневосточной армии в 1920 году командовал войсковой группой. Генерал-лейтенант (1920). Командующий 1-м Забайкальским (1-м отдельным стрелковым) корпусом Белой Дальневосточной армии (27 июля 1920). К 20 августа 1920 года 1-й Забайкальский корпус генерал-лейтенанта Мациевского занимал район станций Мациевская (наречённой в честь его отца Евгения Иосифовича) и Даурия и насчитывал 1540 пехотинцев, 4780 кавалеристов, 2 бронепоезда, 18 орудий и 8 самолётов. В ноябре 1920 года отступил с вверенными ему частями в Маньчжурию, с большей частью забайкальцев-беженцев и частью казаков осел в районе Хайлара в так называемом Трёхречье, был атаманом Трехреченской станицы в пос. Драгоценка и начальником Трёхреченского бюро эмигрантов.
С 1921 года жил в Харбине, работал водителем трамвая, полностью отойдя от политической деятельности.
Скончался 31 января 1940 года после тяжелой, продолжительной болезни в лечебнице Маньчжурского Красного Креста в Харбине и был похоронен на Новом (Успенском) кладбище.